# Руми
Руми (пол. Rumy, нім. Rummy A) — село в Польщі, у гміні Дзьвежути Щиценського повіту Вармінсько-Мазурського воєводства.
Населення — 374 особи (2011).

## Демографія
Демографічна структура станом на 31 березня 2011 року:
|          | Загалом | Допрацездатний вік | Працездатний вік | Постпрацездатний вік |
| -------- | ------- | ------------------ | ---------------- | -------------------- |
| Чоловіки | 198     | 52                 | 123              | 23                   |
| Жінки    | 176     | 44                 | 94               | 38                   |
| Разом    | 374     | 96                 | 217              | 61                   |